# Pasicina, Stara Sîneava
Pasicina (în ucraineană Пасічна) este localitatea de reședință a comunei Pasicina din raionul Stara Sîneava, regiunea Hmelnîțkîi, Ucraina.
Localitatea face parte din regiunea istorică Volânia, iar după tratatul de pace de la Riga din 1921 a devenit parte a Uniunii Sovietice.

## Demografie
Componența lingvistică a localității Pasicina
     Ucraineană (97,89%)
     Rusă (1,74%)
     Alte limbi (0,09%)
Conform recensământului din 2001, majoritatea populației localității Pasicina era vorbitoare de ucraineană (97,89%), existând în minoritate și vorbitori de rusă (1,74%).